# Пахульський Генріх Альбертович
Генріх Альбертович Пахульський (пол. Henryk Pachulski; 4 (16) жовтня 1859, с. Лази, Лукувський повіт, Седлецька губернія, Російська імперія — 2 березня 1921, Москва, РРФСР) — польський російський композитор, піаніст та музичний педагог.

## Біографія
Син Альберта Пахульского, лісничого у володіннях Надії фон Мекк. Під її впливом Генріх поступив до Музичного інституту у Варшаві, який закінчив у 1876 р.: учень Рудольфа Штробля (фортепіано), Станіслава Монюшка та Владислава Желеньського. Потім навчався в Московської консерваторії у Миколи Рубінштейна, а після його смерті — у Олександра Михаловского, Павла Пабста та Антона Аренського, отримав диплом в 1885, а вже з 1886 почав викладати там же, з 1916 р. професор. Учнями Пахульского були, зокрема, Рейнгольд Глієр, Всеволод Задерацький, Георгій Шароєв.

## Творчість
Генріх Пахульський був також композитором. Крім власних творів створив транскрипції для фортепіано в 4 руки багатьох творів Петра Чайковського, в тому числі Четвертої, П'ятої та Шостий симфоній; ці перекладання отримали високу оцінку Чайковського. Оригінальні твори Пахульського — переважно фортепіанні мініатюри, в тому числі дидактичного характеру: «Альбом для юнацтва», «Етюди у формі канонів», «Спеціальні вправи для підготовки до етюдів-арпеджіо»; навчальні твори Пахульського, за свідченням Тетяни Ніколаєвої, високо цінував Олександр Гольденвейзер, який користувався ними у своїй педагогічній діяльності. Редагував видання етюдів А. Гензельта та Е. Зауера. Перший монографічний запис творів Пахульського був здійснений 2008 року до 150-річчя з дня його народження, польською піаністкою російського походження Любов'ю Навроцькою.

## Сім'я
Старший брат Пахульского, піаніст і скрипаль Владислав Пахульський (1857—1919) став учителем музики дітей Надії фон Мекк та її особистим секретарем, одружився з її дочкою Юлією (1853—1915).